# Sätersjön, Bohuslän
Sätersjön är en sjö i Munkedals kommun i Bohuslän och ingår i Örekilsälvens huvudavrinningsområde. Sätersjön ligger i Kynnefjäll Natura 2000-område.